# Heraclitus
Heraclitus és un veler de recerca d'estil xinès amb tres pals i 25 metres d'eslora, dissenyat i construït per voluntaris de l'Institut Ecotechnics. D'ençà que va ser botat el 1975 a Oakland, Califòrnia, el vaixell llegendari ha navegat més de 250.000 milles marines per sis oceans (tots excepte l'Àrtic).
La tripulació de l'Heraclitus ha creat una manera de viure i compartir, i a través de la seva història centenars de principiants han participat en programes per a estudiants de totes classes socials i cultures. Fins al 2011, més de dos-cents cinquanta havien rebut un certificat en acabar el programa de nou mesos d'aprenentatge i coneixement de la mar, incloent-hi nàutica, busseig, dinàmica de grup i cuina, així com la pràctica de valors com la disciplina, la llibertat i la bellesa. Els trajectes a l'oceà s'alternen amb visites a illes, deltes i estuaris, incloent-hi València, Barcelona i el delta de l'Ebre. Les expedicions permeten experimentar directament les forces de la natura que controlen els canvis del nostre planeta i entendre la interacció intrínseca de la tecnoesfera amb els sistemes de vida aquàtics.
Les seves expedicions han incorporat investigació etnobotànica, d'esculls de corall, meteorologia, exploració, intercanvi cultural, col·laboració i aventura. La tripulació experimenta en la modernitat la mil·lenària tradició de la gent de mar. L'Heraclitus és conegut al mar com "el vaixell negre", pel color del seu casc. La seva tripulació és habitualment un pintoresc grup d'artistes, exploradors, estudiants i científics. El neurocientífic Vilayanur S. Ramachandran va anomenar molt encertadament el vaixell "la més antiga instal·lació d'art flotant".
A port, la tripulació realitza presentacions sobre la història del vaixell, la seva recerca i aventura, i la importància de la salut de l'ecologia de l'oceà, l'intercanvi entre cultures a través del mar i la documentació dels impulsos humans d'art i aventura. També exposa les fotografies i escultures creades dels objectes marítims trobats. Al llarg de la seva història, tant la tripulació com el Grup Planeta Blau han realitzat moltes altres activitats com cabaret, teatre i dansa.
L'Heraclitus consisteix en una fundació privada finançada pels programes d'aprenentatge, donacions i alguns contractes. Va ser dissenyat i construït pels primers membres de l'Institut Ecotechnics. Aquesta és una organització fundada entre d'altres per John Polk Allen i Kathelin Gray, i és formada per voluntariat internacional que des de 1973 ha catalitzat projectes d'abast mundial com el Biospheres-2. Organitza conferències anuals, i l'Heraclitus és gestionat per membres de l'Institut. Christine Handte n'és el cap d'expedició des del 2011.